# Liste der Fahnenträger der Olympischen Sommerspiele 1972

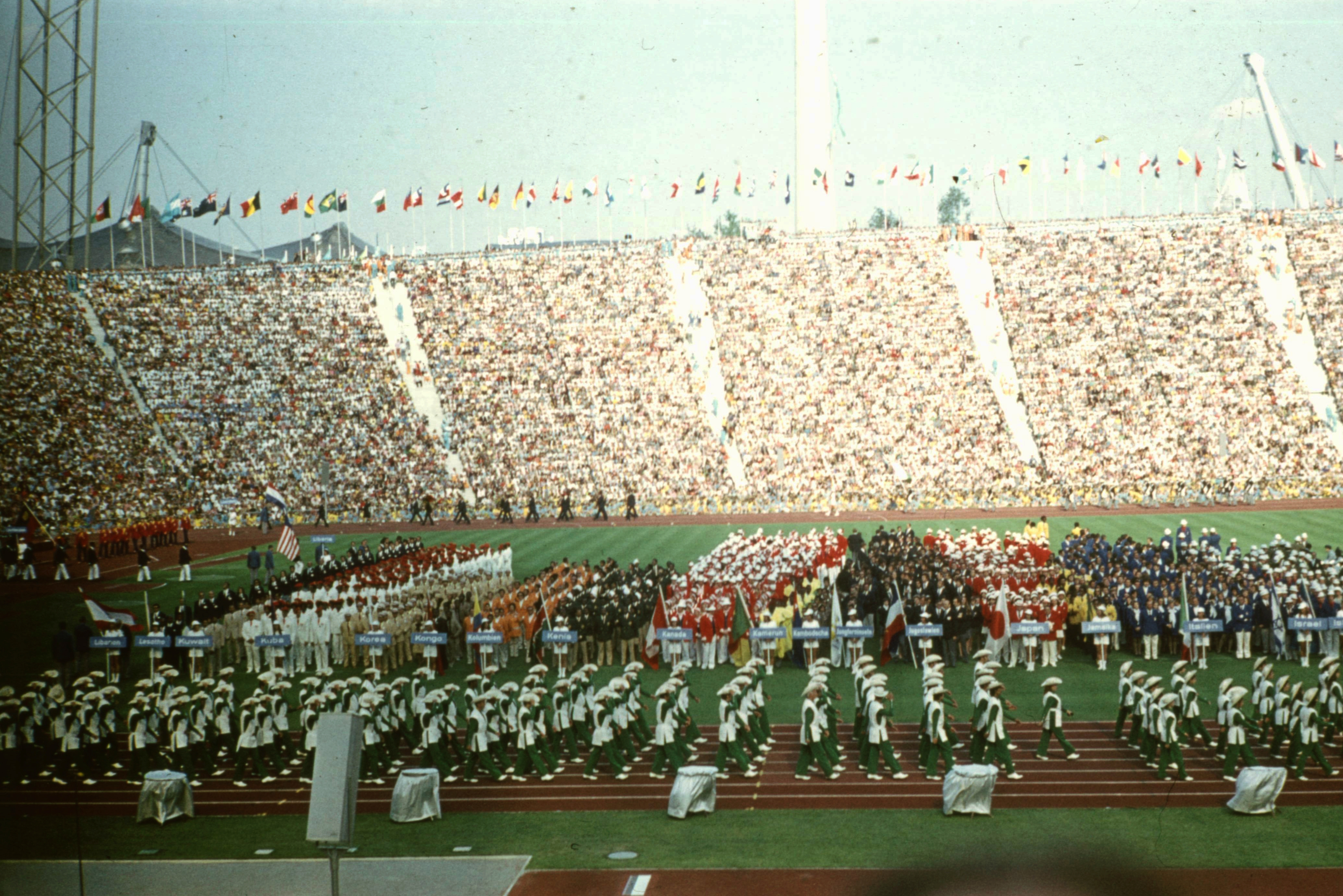
Einmarsch der Nationen

Die Liste der Fahnenträger der Olympischen Sommerspiele 1972 führt die Fahnenträger bei der Eröffnungsfeier auf.
Beim Einmarsch der Nationen zogen Athleten aller teilnehmenden Länder ins Olympiastadion von München ein. Bei der Eröffnungsfeier wurden die einzelnen Teams von einem Fahnenträger aus den Reihen ihrer Sportler oder Offiziellen angeführt, der entweder von ihrem jeweiligen Nationalen Olympischen Komitee (NOK) oder von den Athleten selbst bestimmt wurde.

## Reihenfolge
Der griechischen Mannschaft wurde traditionell der Platz an vorderster Stelle gewährt, ein Sonderstatus, der aus der Ausrichtung der antiken und ersten Spiele der Moderne in Griechenland herrührt. Die Bundesrepublik Deutschland marschierte als Gastgebernation zuletzt ein. Die anderen Länder betraten das Stadion in alphabetischer Reihenfolge in der Sprache der Gastgebernation, in diesem Fall also Deutsch. Diese Reihenfolge entspricht sowohl der Tradition als auch den Statuten des Internationalen Olympischen Komitees (IOK).

## Liste der Fahnenträger
Nachfolgend führt eine Liste die Fahnenträger der Eröffnungsfeier aller teilnehmenden Nationen auf, sortiert nach der Abfolge ihres Einmarsches. Die Liste ist zudem sortierbar nach ihrem Staatsnamen, nach Mannschaftskürzel, nach Anzahl der Athleten, nach dem Nachnamen des Fahnenträgers und dessen Sportart.

### Nach Nationen
| Abfolge | Nationalmannschaft       | Deutscher Name           | Kürzel | Athleten | Fahnenträger                   | Sportart       |
| ------- | ------------------------ | ------------------------ | ------ | -------- | ------------------------------ | -------------- |
| 1       | Griechenland             | Griechenland             | GRE    | 60       | Christos Papanikolaou          | Leichtathletik |
| 2       | Ägypten                  | Ägypten                  | EGY    | 23       | Kamal Kamel Mohammed           | Basketball     |
| 3       | Äthiopien                | Äthiopien                | ETH    | 31       | Mamo Wolde                     | Leichtathletik |
| 4       | Afghanistan              | Afghanistan              | AFG    | 8        | Ghulam Dastagir                | Ringen         |
| 5       | Albanien                 | Albanien                 | ALB    | 5        | Afërdita Tusha                 | Schießen       |
| 6       | Algerien                 | Algerien                 | ALG    | 5        | Azzedine Azzouzi               | Leichtathletik |
| 7       | Argentinien              | Argentinien              | ARG    | 92       | Carlos D’Elia                  | Reiten         |
| 8       | Australien               | Australien               | AUS    | 168      | Dennis Green                   | Kanu           |
| 9       | Bahamas                  | Bahamas                  | BAH    | 20       |                                |                |
| 10      | Barbados                 | Barbados                 | BAR    | 13       | Anthony Phillips               | Gewichtheben   |
| 11      | Belgien                  | Belgien                  | BEL    | 88       | Gaston Roelants                | Leichtathletik |
| 12      | Bermuda                  | Bermuda                  | BER    | 9        | Kirk Cooper                    | Segeln         |
| 13      | Bolivien                 | Bolivien                 | BOL    | 11       | Roberto Nielsen-Reyes          | Reiten         |
| 14      | Brasilien                | Brasilien                | BRA    | 81       | Luiz Cláudio Menon             | Basketball     |
| 15      | Britisch Honduras        | Britisch Honduras        | HBR    | 1        | Gilmore Hinksen                | Offizieller    |
| 16      | Bulgarien                | Bulgarien                | BUL    | 130      | Dimitar Slatanow               | Volleyball     |
| 17      | Burma                    | Burma                    | BIR    | 18       | Win Maung                      | Fußball        |
| 18      | Chile                    | Chile                    | CHI    | 11       | René Varas                     | Reiten         |
| 19      | Costa Rica               | Costa Rica               | CRC    | 3        |                                |                |
| 20      | Dänemark                 | Dänemark                 | DEN    | 126      | Peder Pedersen                 | Radsport       |
| 21      | Dahomey                  | Dahomey                  | DAH    | 3        |                                |                |
| 22      | DDR                      | DDR                      | DDR    | 297      | Manfred Wolke                  | Boxen          |
| 23      | Dominikanische Republik  | Dominikanische Republik  | DOM    | 5        | Emilio Berroa                  | Gewichtheben   |
| 24      | Nordkorea                | DVR Korea                | PRK    | 37       | Kim Man-dok                    | Offizieller    |
| 25      | Ecuador                  | Ecuador                  | ECU    | 2        | Abdalá Bucaram                 | Leichtathletik |
| 26      | Elfenbeinküste           | Elfenbeinküste           | CIV    | 11       | Simbara Maki                   | Leichtathletik |
| 27      | El Salvador              | El Salvador              | ESA    | 11       | Salvador Vilanova              | Schwimmen      |
| 28      | Fidschi                  | Fidschi                  | FIJ    | 2        | Usaia Sotutu                   | Leichtathletik |
| 29      | Finnland                 | Finnland                 | FIN    | 96       | Ilkka Nummisto                 | Kanu           |
| 30      | Frankreich               | Frankreich               | FRA    | 227      | Jean-Claude Magnan             | Fechten        |
| 31      | Gabun                    | Gabun                    | GAB    | 1        | Matias Moussobou               | Offizieller    |
| 32      | Ghana                    | Ghana                    | GHA    | 35       | Sam Bugri                      | Leichtathletik |
| 33      | Großbritannien           | Großbritannien           | GBR    | 284      | David Broome                   | Reiten         |
| 34      | Guatemala                | Guatemala                | GUA    | 8        | Víctor Castellanos             | Schießen       |
| 35      | Guyana                   | Guyana                   | GUY    | 3        | Gordon Sankis                  | Offizieller    |
| 36      | Haiti                    | Haiti                    | HAI    | 7        | Jules Meliner                  | Offizieller    |
| 37      | Hongkong                 | Hongkong                 | HKG    | 10       | Peter Rull                     | Schießen       |
| 38      | Indien                   | Indien                   | IND    | 41       | Desmond Neville Devine Jones   | Boxen          |
| 39      | Indonesien               | Indonesien               | INA    | 6        | Wiem Gommies                   | Boxen          |
| 40      | Iran                     | Iran                     | IRN    | 48       | Abdollah Movahed               | Ringen         |
| 41      | Irland                   | Irland                   | IRL    | 59       | Ronnie McMahon                 | Reiten         |
| 42      | Island                   | Island                   | ISL    | 25       | Geir Hallsteinsson             | Handball       |
| 43      | Israel                   | Israel                   | ISR    | 14       | Henry Herscovici               | Schießen       |
| 44      | Italien                  | Italien                  | ITA    | 224      | Abdon Pamich                   | Leichtathletik |
| 45      | Jamaika                  | Jamaika                  | JAM    | 33       | Lennox Miller                  | Leichtathletik |
| 46      | Japan                    | Japan                    | JPN    | 184      | Masatoshi Shinomaki            | Judo           |
| 47      | Jugoslawien              | Jugoslawien              | YUG    | 124      | Mirko Sandić                   | Wasserball     |
| 48      | Jungferninseln           | Jungferninseln           | ISV    | 16       | William Peets                  | Boxen          |
| 49      | Kambodscha               | Kambodscha               | KHM    | 9        | Chaing Cheng                   | Offizieller    |
| 50      | Kamerun                  | Kamerun                  | CMR    | 11       | Gaston Malam                   | Leichtathletik |
| 51      | Kanada                   | Kanada                   | CAN    | 208      | Douglas Rogers                 | Judo           |
| 52      | Kenia                    | Kenia                    | KEN    | 57       | Kipchoge Keino                 | Leichtathletik |
| 53      | Kolumbien                | Kolumbien                | COL    | 59       | Alfonso Pérez                  | Boxen          |
| 54      | Volksrepublik Kongo      | Kongo, Volksrepublik     | CGO    | 6        |                                |                |
| 55      | Südkorea                 | Korea, Republik          | KOR    | 42       | Kim Ji-hak                     | Offizieller    |
| 56      | Kuba                     | Kuba                     | CUB    | 136      | Teófilo Stevenson              | Boxen          |
| 57      | Kuwait                   | Kuwait                   | KUW    | 4        | Younis Abdallah                | Leichtathletik |
| 58      | Lesotho                  | Lesotho                  | LES    | 1        | Motsapi Moorosi                | Leichtathletik |
| 59      | Libanon                  | Libanon                  | LIB    | 19       | Mohamed Tarabulsi              | Gewichtheben   |
| 60      | Liberia                  | Liberia                  | LBR    | 5        | Thomas Howe                    | Leichtathletik |
| 61      | Liechtenstein            | Liechtenstein            | LIE    | 6        | Eduard von Falz-Fein           | Offizieller    |
| 62      | Luxemburg                | Luxemburg                | LUX    | 11       | Charles Sowa                   | Boxen          |
| 63      | Madagaskar               | Madagaskar               | MAD    | 11       | Jean-Aimé Randrianalijaona     | Leichtathletik |
| 64      | Malawi                   | Malawi                   | MAW    | 16       | Martin Matupi                  | Leichtathletik |
| 65      | Malaysia                 | Malaysia                 | MAS    | 45       | Mohamed Bakar                  | Fußball        |
| 66      | Mali                     | Mali                     | MLI    | 3        | Namakoro Niaré                 | Leichtathletik |
| 67      | Malta                    | Malta                    | MLT    | 5        | Joseph Grech                   | Schießen       |
| 68      | Marokko                  | Marokko                  | MAR    | 35       |                                |                |
| 69      | Mexiko                   | Mexiko                   | MEX    | 174      | Felipe Muñoz                   | Schwimmen      |
| 70      | Monaco                   | Monaco                   | MON    | 5        | Jean-Charles Seneca            | Fechten        |
| 71      | Mongolei                 | Mongolei                 | MGL    | 39       | Badsarragtschaagiin Dschamsran | Ringen         |
| 72      | Nepal                    | Nepal                    | NEP    | 1        | Jit Bahadur Khatri Chhetri     | Leichtathletik |
| 73      | Neuseeland               | Neuseeland               | NZL    | 89       | Les Mills                      | Leichtathletik |
| 74      | Nicaragua                | Nicaragua                | NCA    | 7        | Donald Vélez                   | Leichtathletik |
| 75      | Niederlande              | Niederlande              | HOL    | 119      | Nico Spits                     | Hockey         |
| 76      | Niederländische Antillen | Niederländische Antillen | AHO    | 2        | Bèto Adriana                   | Schießen       |
| 77      | Niger                    | Niger                    | NIG    | 4        | Issaka Daboré                  | Boxen          |
| 78      | Nigeria                  | Nigeria                  | NGR    | 25       | Benedict Majekodunmi           | Leichtathletik |
| 79      | Norwegen                 | Norwegen                 | NOR    | 112      | Harald Barlie                  | Ringen         |
| 80      | Obervolta                | Obervolta                | VOL    | 1        |                                |                |
| 81      | Österreich               | Österreich               | AUT    | 11       | Hubert Raudaschl               | Segeln         |
| 82      | Pakistan                 | Pakistan                 | PAK    | 25       | Mohammad Malik Arshad          | Offizieller    |
| 83      | Panama                   | Panama                   | PAN    | 7        | Donaldo Arza                   | Boxen          |
| 84      | Paraguay                 | Paraguay                 | PAR    | 3        | Arnulfo Ruben Becker           | Offizieller    |
| 85      | Peru                     | Peru                     | PER    | 20       | Enrique Barúa                  | Fechten        |
| 86      | Philippinen              | Philippinen              | PHI    | 53       | Jimmy Mariano                  | Basketball     |
| 87      | Polen                    | Polen                    | POL    | 290      | Waldemar Baszanowski           | Gewichtheben   |
| 88      | Portugal                 | Portugal                 | POR    | 29       | Armando Aldegalega             | Leichtathletik |
| 89      | Puerto Rico              | Puerto Rico              | PUR    | 53       | Arnaldo Bristol                | Leichtathletik |
| 90      | Republik China           | Republik China           | ROC    | 21       | Chi Cheng                      | Leichtathletik |
| 91      | Rumänien                 | Rumänien                 | ROM    | 159      | Aurel Vernescu                 | Kanu           |
| 92      | Sambia                   | Sambia                   | ZAM    | 11       |                                |                |
| 93      | San Marino               | San Marino               | SMR    | 7        | Pilade Casali                  | Offizieller    |
| 94      | Saudi-Arabien            | Saudi-Arabien            | ARS    | 11       | Bilal Said al-Azma             | Leichtathletik |
| 95      | Schweden                 | Schweden                 | SWE    | 132      | Jan Jönsson                    | Reiten         |
| 96      | Schweiz                  | Schweiz                  | SUI    | 151      | Urs von Wartburg               | Leichtathletik |
| 97      | Senegal                  | Senegal                  | SEN    | 37       | Robert N’Diaye                 | Ringen         |
| 98      | Singapur                 | Singapur                 | SGP    | 7        | Pat Chan                       | Schwimmen      |
| 99      | Somalia                  | Somalia                  | SOM    | 3        | Mohamed Aboker                 | Leichtathletik |
| 100     | Spanien                  | Spanien                  | ESP    | 124      | Francisco Fernández Ochoa      | Offizieller    |
| 101     | Ceylon                   | Sri Lanka (Ceylon)       | CEY    | 4        | Lucien Rosa                    | Leichtathletik |
| 102     | Sudan                    | Sudan                    | SUD    | 26       | Abdel Wahab Abdullah Salih     | Boxen          |
| 103     | Niederländisch-Guayana   | Suriname                 | SUR    | 2        | Sammy Monsels                  | Leichtathletik |
| 104     | Swasiland                | Swasiland                | SWZ    | 2        | Richard Mabuza                 | Leichtathletik |
| 105     | Syrien                   | Syrien                   | SYR    | 5        | Mounzer Khatib                 | Schießen       |
| 106     | Tansania                 | Tansania                 | TAN    | 15       | Claver Kamanya                 | Leichtathletik |
| 107     | Thailand                 | Thailand                 | THA    | 33       | Rangsit Yanothai               | Schießen       |
| 108     | Togo                     | Togo                     | TOG    | 7        | Roger Kangni                   | Leichtathletik |
| 109     | Trinidad und Tobago      | Trinidad und Tobago      | TRI    | 19       | Hasely Crawford                | Leichtathletik |
| 110     | Tschad                   | Tschad                   | CHA    | 4        | Ahmed Sénoussi                 | Leichtathletik |
| 111     | Tschechoslowakei         | Tschechoslowakei         | TCH    | 181      | Ludvík Daněk                   | Leichtathletik |
| 112     | Türkei                   | Türkei                   | TUR    | 43       | Gıyasettin Yılmaz              | Ringen         |
| 113     | Tunesien                 | Tunesien                 | TUN    | 35       | Salem Boughattas               | Leichtathletik |
| 114     | UdSSR                    | UdSSR                    | URS    | 371      | Alexander Medwed               | Ringen         |
| 115     | Uganda                   | Uganda                   | UGA    | 33       | John Akii-Bua                  | Leichtathletik |
| 116     | Ungarn                   | Ungarn                   | HUN    | 232      | Gergely Kulcsár                | Leichtathletik |
| 117     | Uruguay                  | Uruguay                  | URU    | 13       | Darwin Piñeyrúa                | Leichtathletik |
| 118     | Vereinigte Staaten       | USA                      | USA    | 401      | Olga Fikotová                  | Leichtathletik |
| 119     | Venezuela                | Venezuela                | VEN    | 23       | Francisco Rodríguez            | Boxen          |
| 120     | Südvietnam               | Vietnam                  | VNM    | 2        | Hồ Minh Thu                    | Bogenschießen  |
| 121     | BR Deutschland           | BR Deutschland           | FRG    | 424      | Detlef Lewe                    | Kanu           |

### Nach Sportarten
| Sportart       | Nationen | Anzahl |
| -------------- | --- | ------ |
| Basketball     | Ägypten, Brasilien, Philippinen | 3      |
| Bogenschießen  | Vietnam | 1      |
| Boxen          | DDR, Gabun, Indien, Indonesien, Jungferninseln, Kambodscha, Kolumbien, Kuba, Luxemburg, Niger, Panama, Sudan, Venezuela | 13     |
| Fechten        | Frankreich, Monaco, Peru | 3      |
| Gewichtheben   | Barbados, Dominikanische Republik, Libanon, Polen | 4      |
| Fußball        | Burma, Malaysia | 2      |
| Handball       | Island | 1      |
| Hockey         | Niederlande | 1      |
| Judo           | Japan, Kanada | 2      |
| Kanu           | Australien, BR Deutschland, Finnland, Rumänien | 4      |
| Leichtathletik | Äthiopien, Algerien, Belgien, Ecuador, Elfenbeinküste, Fidschi, Ghana, Haiti, Italien, Jamaika, Kamerun, Kenia, Kuwait, Lesotho, Liberia, Madagaskar, Malawi, Mali, Nepal, Neuseeland, Nicaragua, Nigeria, Portugal, Puerto Rico, Republik China, Saudi-Arabien, Schweiz, Somalia, Sri Lanka (Ceylon), Suriname, Swasiland, Tansania, Togo, Trinidad und Tobago, Tschad, Tschechoslowakei, Tunesien, Uganda, Ungarn, Uruguay, USA | 41     |
| Radsport       | Dänemark, Guyana | 2      |
| Reiten         | Großbritannien, Irland, Schweden | 6      |
| Ringen         | UdSSR, Türkei | 7      |
| Schießen       | Albanien, Guatemala, Hongkong, Israel, Malta, Niederländische Antillen, San Marino, Syrien, Thailand | 9      |
| Schwimmen      | El Salvador, Mexiko, Singapur | 3      |
| Segeln         | Bermuda, Österreich | 2      |
| Volleyball     | Bulgarien | 1      |
| Wasserball     | Jugoslawien | 1      |
| Offizieller    | Britisch Honduras, DVR Korea, Korea, Republik, Liechtenstein, Pakistan, Paraguay, Spanien | 7      |
| unbekannt      | Bahamas, Costa Rica, Dahomey, Kongo, Volksrepublik, Obervolta, Marokko, Sambia | 7      |